# Прасето Пепа
„Прасето Пепа“ (на английски: Peppa Pig) е британски детски анимационен телевизионен сериал, създаден от режисьора и продуцент Астли Бейкър Дейвис. За първи път се появи на екрана на 31 май 2004 г. Към 2022 г. са излезли 7 сезона от сериала. Излъчван е в 180 страни по света, включително и в България. Прасето Пепа е едно от най-гледаните детски филмчета и до днес.

## Сюжет
Анимационните герои са надарени с черти както на обикновени хора, така и на животни. Носят дрехи, живеят в къщи, ходят на работа, на театър, карат коли и т.н. Децата празнуват рождени дни, карат кънки, играят в парка - накратко, те правят това, което правят обикновените деца. От друга страна, героите се характеризират с действия на животни - прасетата грухтят и обичат да киснат в блатото, овцете блеят, а котките мяукат.
Всяка серия от Прасето Пепа има свой собствен сюжет, който не е свързан с други. По принцип той подчертава определено семейно действие: децата отиват на гости и празнуват рождения ден на член на семейството; семейството отива в парка; децата се пързалят и т.н. Обикновено всяка анимационна серия завършва с това, че всички се смеят заедно. Серията е създадена с помощта на техниката на 2D анимация в обичайната форма за флаш анимация: многоцветни контури, плътно запълване и фактът, че едното око е разположено извън лицето.

## Герои

### Главните герои
- Прасето Пепа - момиче-прасе, най-голямата дъщеря в семейството. В епизода „Моят рожден ден“ тя става на 4 години. Обикновено носи червена рокля. Често се представя за възрастен.

- Джордж - прасенце, по-малкият брат на Пепа. В епизода  „Рожденият ден на Джордж“ той става на 2 години. Ходи самостоятелно, почти не говори, само понякога произнася отделни думи. Много обича динозаврите: любимата му играчка е малък зелен динозавър. Освен това обича да си играе с Пепа, което понякога я отегчава. На всички въпроси на околните отговаря само с една дума: динозавър.

- Майка Прасенце - майката на Пепа Обикновено носи оранжева рокля. Мила и грижовна. Когато семейството тръгва с кола, Прасето почти винаги е зад волана.

- Татко Прасенце - бащата на Пепа, прасето. Носи очила и брада. Отива на работа. Той не обича, когато хората се шегуват с големия му корем. Има страхотно чувство за хумор и обича да играе с деца. Забравителен тромав човек, който не знае как да борави с работни инструменти.

- Дядо и баба - те са чести гости в семейството на Пепа. Дядо обича да прави неща, така че винаги помага в домакинската работа.

- Мадам Газела - учителка в детската градина, където ходят Прасето Пепа и нейните приятели. Преди време тя е преподавала и на родителите на Пепа.